# Yngve Gasoy-Romdal
Yngve Gasoy-Romdal (* 24. April 1968 in Tønsberg, Norwegen; eigentlich Yngve Gåsøy) ist ein norwegischer Schauspieler und Sänger.

## Leben
Yngve Gasoy-Romdal wurde als ältester Sohn des Malers Paul Gåsøy und seiner Ehefrau Olaug Gåsøy geboren. Er wuchs mit zwei Geschwistern in Molde und in Vikebukt – einem kleinen Dorf an der Westküste Norwegens – auf. Mit seiner ersten Frau Sharon Dyall hat er eine gemeinsame Tochter: Disa Olina, geboren 1993. Heute lebt Yngve Gasoy-Romdal gemeinsam mit seiner Frau, der Musicaldarstellerin und Kollegin Leah Delos Santos, und ihrer 2016 geborenen Tochter Lilya Aurora in Berlin.
Seit vielen Jahren tritt Yngve Gasoy-Romdal als Sänger und Schauspieler in Europa und Asien auf. Mit sieben Jahren begann sein musikalischer Werdegang: Gasoy-Romdal spielte zunächst Geige und Viola, dann folgten verschiedene Blasinstrumente und die Kirchenorgel, bevor er mit zwölf Jahren als Sopran im Domchor in Molde als Solist anfing zu singen. Mit 18 Jahren begann er an der Norwegischen Musikhochschule in Oslo zu studieren. Kurze Zeit darauf stand er am Det Norske Teatret in Oslo für das Musical Alice Lengter Tilbake auf der Bühne. Es folgten die Titelrollen in Ben Hur und in Aladdin.
Sein Durchbruch in Deutschland gelang dem Künstler als Joe Gillis in der deutschen Produktion von Sunset Boulevard. Es folgte weitere Hauptrollen, etwa in Mozart! (Wien und Hamburg), Jekyll & Hyde (Köln, Magdeburg), Jesus Christ Superstar (Bad Hersfeld, Wien), Die Schöne und das Biest (Oberhausen; Berlin; Domfestspiele Magdeburg) und Into The Woods (Bozen, Italien). In Tecklenburg spielte er in Evita, 3 Musketiere und Marie Antoinette. Es folgten Cats (Tecklenburg und Thun, Schweiz), Der Graf von Monte Christo (Röttingen) und Chess (Tromsø, Norwegen). Gasoy-Romdal spielte darüber hinaus die Hauptrollen von Andrew Lloyd Webbers Liebe stirbt nie (Deutschlandpremiere Hamburg), Kiss me Kate (Kristiansund, Norwegen), Jane Eyre (Gmunden, Österreich) und Bernsteins Mass (Mozarteum Salzburg). Sein neuestes Projekt ist Doktor Schiwago (Gmunden, Österreich).
Yngve Gasoy-Romdal ist als Solist in Konzerten rund um die Welt aufgetreten, darunter vier Mal in der Royal Albert Hall in London, in Manila, in Moskau, bei der „Robert Stolz Gala“ 2001 in Graz sowie bei zahlreichen Konzerten in Deutschland, Norwegen und Österreich. Unter anderem wirkte er 2012  bei der Tour Best of Musicals Gala von Stage Entertainment mit, die in die größten Arenen Deutschlands führte. Im Sommer 2013 trat er als Solist in der Reihe „Wien Musicals in Concert“ in Tokio und Osaka auf. Anfang 2014 folgten einige Konzerte in Südostasien und Österreich.
Im Fernsehen spielte er für Sat.1 und ORF 1 eine Gastrolle in Kommissar Rex. Für ARD und ORF drehte Yngve Gasoy-Romdal neben Maximilian Schell und Barbara Sukowa den Dreiteiler Liebe, Lüge, Leidenschaft. In der zweiten Staffel von Sabine! (ZDF) übernahm er 2004 eine Gastrolle. In Skandinavien wirkte er fast zwei Jahre in der TV-Serie Rederiet mit sowie bei BBC London in Atlantis und My Life in Film.
Gasoy-Romdal war mehrmals Gast in diversen Talkshows und Fernsehshows in Deutschland, Österreich, Japan, Philippinen, Norwegen und Schweden.

## Rollen in Musicals
- 2019: Der Name der Rose (Erfurt, Domstufenfestspiele, Rolle: William von Baskerville)
- 2019: Doktor Schiwago (Stadt Theater, Gmunden Rolle: Doktor Schiwago)
- 2018: Bernsteins Mass (Mozarteum, Salzburg. Rolle: Celebrant)
- 2018: Jane Eyre (Stadt Theater Gmunden, Rolle: Rochester)
- 2017–2018: Kiss Me, Kate (Operaen i Kristiansund, Rolle: Petruchio)
- 2017: Cats (Seefestspiele Thun, Schweiz, Rolle: Gus)
- 2015–2016: Liebe stirbt nie (TUI Operettenhaus Hamburg, Rolle: Raoul de Chagny)
- 2015: Cats (Tecklenburg, Freilichtbühne)
- 2014: Weihnachtskonzert Anita Skorgan, Yngve Gåsøy, NOBE og Anders Eljas, Norwegen
- 2014: Chess (Tromsø/Norwegen, Rolle: Anatoly)
- 2014: Der Graf von Monte Christo (Frankenfestspiele Röttingen, Rolle: Edmond Dantès / Graf von Monte Christo)
- 2012–2013: Cats (Mehr Entertainment, Rolle: Gus/Growltiger/Bustapher Jones)
- 2012:  Marie-Antoinette (Tecklenburg, Freilichtbühne, Rolle: Giuseppe Balsamo alias Cagliostro)
- 2011:  Disneys Die Schöne und das Biest (Theater Magdeburg, Domplatz-Freilichtbühne, Rolle: Biest)
- 2009–2011: Jekyll & Hyde (Magdeburg, Theater Magdeburg, Rolle: Jekyll / Hyde)
- 2010: 3 Musketiere (Tecklenburg, Freilichtbühne, Rolle: Kardinal Richelieu)
- 2009: Evita (Tecklenburg, Freilichtbühne, Rolle: Che)
- 2008: Martin L. – Das Musical (Erfurt, DomStufen, Rolle: Martin L.)
- 2008: Into The Woods (Bozen, Vereinigte Bühnen, Rolle: Prinz / Wolf)
- 2007: Disneys Die Schöne und das Biest (Berlin, Potsdamer Platz, Rolle: Biest)
- 2005–2007: Disneys Die Schöne und das Biest (Oberhausen, Metronom Theater, Rolle: Biest)
- 2005: Camelot (Festspiele Bad Hersfeld, Rolle: King Arthur)
- 2005: Blume von Hawaii (Baden, Stadttheater, Rolle: Kapitän Stone)
- 2004: Jesus Christ Superstar (Festspiele Bad Hersfeld, Rolle: Jesus)
- 2004: Jekyll & Hyde (Köln, Musical Dome, Rolle: Henry Jekyll/Edward Hyde)
- 2003: Jesus Christ Superstar (Festspiele Bad Hersfeld, Rolle: Jesus)
- 2003: Jekyll & Hyde (Köln, Musical Dome, Rolle: Henry Jekyll/Edward Hyde)
- 2002: Jesus Christ Superstar (Bad Hersfeld, Stiftsruine, Rolle: Jesus)
- 2001/2002: Mozart! (Hamburg, Neue Flora, Rolle: Mozart)
- 1999–2001: Mozart! (Wien, Theater an der Wien, Rolle: Mozart)
- 1999: Gigi (Wien, Volksoper, Rolle: Gaston Lachaille)
- 1998/1999: Die Schöne und das Biest (Deutschland, Tour, Rolle: Biest)
- 1998: High Society (Wien, Metropol Theater, Rolle: Dexter Haven)
- 1997/1998: Sunset Boulevard (Niedernhausen bei Wiesbaden, Rhein-Main-Theater, Rolle: Joe Gillis)
- 1994: Cinderella (Tokyo, Rolle: Prince Charming)
- 1993: West Side Story (Schweden, Tour, Rolle: Tony)
- 1992: Tusen Aar – Ein Sommerdag (Norwegen, Vaart Theater, Rolle: Erik)
- 1992: Aladdin (Norwegen, Askim, Rolle: Aladdin)
- 1991: Das Phantom der Oper (Oslo, Norwegische Theater, Rolle: Raoul)
- 1991: Ben Hur (Norwegen, Fredikstad Theater, Rolle: Ben Hur)
- 1989/1990: Macbeth (Schweden, Karlstad, Rolle: Lennox)
- 1988: Chess (Oslo, Norwegische Theater, Rolle: Russe)
- 1988: Les Misérables (Oslo, Norwegische Theater, Rolle: Marius)
- 1987: Alice (Oslo, Norwegische Theater, Rolle: Askeladden)

## Diskografie
- 1988: Alice lengtar tilbake
- 1999: Mozart
- 2000: Deep Harmony (Tomra Brass Band)
- 2002: Jesus Christ Superstar
- 2003: Wenn das Liebe wirklich ist (Duett mit Leah Delos Santos, Maxi-CD)
- 2005: Listen to my Song (Solo-CD)